# FK Csíkszereda
Asociația Futball Klub Csíkszereda Miercurea Ciuc, cunoscut sub numele de Csíkszereda Miercurea Ciuc, sau pe scurt Csíkszereda, este un club profesionist de fotbal din Miercurea Ciuc, județul Harghita, România, ce evoluează în prezent în SuperLiga României. Echipa a fost fondată în 1904 și este, în prezent, cel mai vechi club de fotbal încă în activitate din primele două ligi ale României.
Numele actual al echipei este o amalgamare atât a numelui maghiar, cât și, respectiv, românesc al orașului, Miercurea Ciuc având o majoritate a populației secuiești, însă clubul comunică în spațiul public doar în limba maghiară. În anul 2013, clubul a încheiat un parteneriat cu formația maghiară Puskás Akadémia FC prin care au înființat Academia de Fotbal a Ținutului Secuiesc.
În sezonul 2018–2019, clubul a atins cea mai mare performanță din istoria sa, sferturile de finală ale Cupei României, eliminând-o pe Dinamo București după 3–3 în timpul regulamentar și 6–5 la penalty-uri. A fost însă eliminată în sferturi de Universitatea Craiova. În același sezon, a reușit și promovarea în liga a II-a, după ce a câștigat seria 5 a Ligii a III-a.

## Istoric
| Nume                          | Perioada  |
| ----------------------------- | --------- |
| Csíkszereda                   | 1904–1918 |
| AEF din Miercurea Ciuc        | 1919–1940 |
| Csíkszereda TE                | 1940–1944 |
| AS Miercurea Ciuc             | 1944–1976 |
| IUPS Miercurea Ciuc           | 1976–1978 |
| Tractorul Miercurea Ciuc      | 1978–1987 |
| Rapid Miercurea Ciuc          | 1987–2010 |
| CSM (VSK) Miercurea Ciuc      | 2010–2012 |
| FK Csíkszereda Miercurea Ciuc | 2012–0    |

### Primii ani între Ungaria și România (1904–1945)
Deși istoria fotbalului de la Miercurea Ciuc a început încă din 1904, când Transilvania făcea încă parte din Austria-Ungaria, clubul de fotbal al orașului a fost unul amator, fără rezultate semnificative la nivel național. Clubul a fost reînființat în 1919 la un nivel superior de profesionalism, sub denumirea de Asociația de Educație Fizică din Miercurea Ciuc și a devenit parte a Regatului României, dar anii următori s-au dovedit a fi să fie la fel de infructuos ca înainte pentru secui, care nu au putut obține rezultate notabile nici măcar în ligile românești.
În august 1940, Regatul Ungariei a anexat Transilvania de Nord, inclusiv Miercurea Ciuc, ca urmare a celui de-al doilea arbitraj de la Viena și a echipei a început să apară pe harta ligilor maghiare sub denumirea maghiară de Csíkszeredai Testnevelési Egylet (Asociația de Educație Fizică din Csíkszereda). În sezonul 1941–1942 a făcut parte din seria Harghita a ligii a treia, la primul sezon ocupând locul 12. Din sezonul 1942-43, federația a despărțit seria Harghita în Harghita Sud și Harghita Nord. În acest sezon cei din Miercurea Ciuc au terminat pe poziția a 4-a. În sezonul 1943-1944 Ciucanii au continuat tot în seria Harghita Sud, unde au terminat pe locul 5 din doar cinci echipe. Sezonul următor, 1944–45, Csíkszeredai TE a făcut parte din liga a doua (Nemzeti Bajnokság II), Seria Secuiască - Grupa Ciuc; datorită extinderii sistemului de ligă, dar campionatul a fost întrerupt din cauza celui de-al Doilea Război Mondial, Csíkszereda ocupa locul 5 dupa 2 etape. Csíkszeredai TE nu a mai jucat niciodată în ligile maghiare: regiunea anexată a fost preluată de trupele române în 1944 și realipită Regatului României la sfârșitul războiului.

### Ascensiunea spre Divizia C (1945–1990)
Înapoi în ligile române sub noul înființat regimul comunist, viața secuilor nu a fost una ușoară, chiar și la începutul (până în 1960) regimul stalinist în încercarea sa pentru a administra țara prin raioane, a fondat un raion numit Regiunea Autonomă Maghiară. Regimul opresiv a început naționalizarea forțată și oamenii de etnie maghiară, precum și secuii, au fost forțați frecvent să-și schimbe numele într-unul cu rădăcini românești. Cazurile fotbaliștilor de etnie maghiară nevoiți să-și schimbe numele au fost adesea, printre ei: József Pecsovszky care a devenit Iosif Petschovschi, Lajos Sătmăreanu (Ludovic Sătmăreanu), Sándor Kulcsár (Alexandru Culcear). Lipsa de sprijin din partea regimului combinat, de asemenea, cu interesul redus al localnicilor pentru fotbal, într-un oraș în care hocheiul pe gheață și HSC Csíkszereda (cluburi campioane ale României) au fost atracția principală, au dus la rezultate slabe până la foarte slabe pentru echipa de fotbal, care a jucat în ligile amatorilor, Divizia D, până în 1971.
Sezonul 1971–72 a fost primul jucat de club în Divizia C, dar AS Miercurea Ciuc, așa cum se numea atunci, a retrogradat. , după ce a terminat pe locul 13 din 14. Doar un sezon a petrecut clubul din Miercurea Ciuc în eșalonul al patrulea, înainte de a promova înapoi, la finalul ediția 1972–73. Au urmat trei sezoane consecutive în care clubul a realizat cele mai bune performanțe până atunci, 1973–74 – locul 5, 1974–75 – locul 8 și 1975–76 – a 15-a. Rangul obținut la finalul sezonului trecut a adus o nouă retrogradare pentru club, dar Ciucanii avea acum gustul fotbalului de nivel superior și după încă un sezon petrecut în Divizia D, a promovat înapoi.
Al treilea parcurs al „Roș-Negrilor” pe cea de-a treia treaptă a fotbalului românesc a fost una mai lungă, inițial sub denumirea de IUPS Miercurea Ciuc, numele sponsorului principal, IUPS (Întreprinderea de Utilaje și Piese de Schimb), o fabrică aflată sub conducerea directă a regimului comunist (ca toate fabricile din acea perioadă), semnalând în același timp faptul că regimul și-a întors în sfârșit „fața” către fotbalul din regiune, clubul s-a clasat pe locul 9 la finalul sezonului 1977–78. În 1978 IUPS a devenit subsidiară a Uzina Tractorul Brașov și echipa de fotbal și-a urmat sponsorul principal și și-a schimbat numele în Tractorul Miercurea Ciuc. Pentru următoarele cinci sezoane în care clubul din Miercurea Ciuc a evoluat în eșalonul al treilea, s-au obținut următoarele clasamente: 1978–79 – locul 7, 1979–80 – a 14-a, 1980–81 – a 6-a, 1981–82 – a 7-a și 1982–83 – a 16-a.
„Secuii” au promovat încă în 1988, după cinci ani de absență, de data aceasta sub numele de Rapid Miercurea Ciuc. Sezonul 1988–89 a fost unul istoric pentru Rapid, care s-a clasat pe locul 3, chiar în spatele IMASA Sfântu Gheorghe și Progresul Odorheiu Secuiesc, depășind vechiul record, locul 5 la sfârșitul ediției 1973–74, evitând apoi o retrogradare de ultim moment la sfârșitul sezonului 1989–90 (locul 14 din 16). Revoluția Română din 1989 nu a fost neapărat o salvare pentru club, care în ultimul său deceniu a fost sponsorizat de regim prin fabrica sa.

### Suișuri și coborâșuri, dizolvare și renaștere (1990–2014)
Anii 1990 au fost o perioadă tumultuoasă pentru Rapid, ca și pentru multe cluburi românești, pivotând destul de mult între nivelul 3, respectiv 4 al fotbalului românesc. Clubul din Miercurea Ciuc a împărțit deceniul, cinci ani fiind petrecuți în Divizia C și cinci ani în Divizia D, cu următoarele rezultate: 1990–91 – a 7-a, 1991–92 – locul 5 (retras la finalul sezonului), 1992–93 – locul 1 (promovată înapoi în Divizia C), 1993–94 – locul 17 (retrogradat), 1994– 95 – 2 în Divizia D, 1995–96 – 1 în Divizia D, 1996–97 – 1 (promovat), 1997–98 – 15 (retrogradat), 1998–99 – 1 (promovat), 1999–2000 – 1 (retrogradat).
După un deceniu plin de suișuri și coborâșuri, clubul a început anii 2000 ca o echipă proaspăt retrogradată, dar în mod surprinzător, clubul a fost inclus de Federația Română de Fotbal pentru sezonul 2000–01 al Diviziei C. În vara anului 2000 datorită din lipsă de fonduri, Rapid s-a retras, înainte de începerea sezonului. Acesta a fost practic sfârșitul unei ere pentru fotbalul din reședința județului Harghita. Din lipsă de fonduri și cu suporterii fiind mai orientați către echipa de hochei pe gheață, cel mai popular dintre cluburile județului, Rapid a continuat activitatea la limita existenței, până când a cedat definitiv. În 2010 clubul de fotbal a fost reînființat, de data aceasta sub denumirea de CSM Miercurea Ciuc, cunoscut și în maghiară ca VSK Csíkszereda, iar după un loc 2 la finalul ediției 2010–2011, ciucanii au câștigat campionatul județului Harghita la sfârșitul sezonului 2011–2012, dar a pierdut play-off-ul pentru promovarea în Liga a III-a, cu scorul de 1–5, împotriva lui CSM Făgăraș, campionii județului Brașov.
În vara anului 2012 CSM Miercurea Ciuc a fost redenumită FK Miercurea Ciuc, cunoscut și în maghiară ca FK Csíkszereda. Condus de fostul jucător al Rapid București și FC Brașov, Róbert Ilyés, care a fost numit în 2013 ca antrenor-jucător al echipei, secuii au câștigat din nou Liga a IV-a Harghita, dar au pierdut dramatic play-off-ul de promovare, de data aceasta cu 2–3 împotriva Mureșului Luduș, campioană a județului Mureș. După ce a câștigat al treilea sezon consecutiv Ligii a IV-a Harghita, ciucanii au promovat în cele din urmă la finalul sezonului 2013–14, după o victorie cu 2–0 în fața ASF Zărnești, campionii județului Brașov. Tot în 2013, clubul a intrat într-un parteneriat cu clubul Puskás Akadémia⁠(d) din NB I și au înființat Academia de Fotbal a Ținutului Secuiesc⁠(d).

### Epoca de aur (2014-prezent)
Spre deosebire de vecina sa din regiune, Sepsi OSK Sfântu Gheorghe, care a promovat consecutiv până în prima ligă și s-a menținut acolo, FK Csíkszereda a întâmpinat unele dificultăți. Primul sezon petrecut în eșalonul al treilea, după o absență de 14 ani, s-a încheiat pe locul 6, urmat apoi de un loc 5 la finalul ediției 2015–16. Sezonul 2016–17 a adus o performanță importantă, „roșii și negrii” ocupând locul 3, egalându-și astfel cea mai bună performanță, obținută în 1989, cu 28 de ani înainte. Dar această performanță a fost de fapt, o adevărată dramă pentru că FK Miercurea Ciuc a condus seria până în ultima etapă, când a pierdut cu 0–1 acasă, împotriva Științei Miroslava, iar Miroslava a promovat inclusiv datorită unui gol marcat în prelungiri de portarul lui CSM Pașcani împotriva lui AFC Hărman, o altă pretendentă la promovare. După ce a ratat promovarea la diferență de 1 punct și a pierdut și locul 2 la diferență de un gol, Miercurea Ciuc a început plină de speranță sezonul 2017–18, dar de această dată a ratat promovarea la 2 puncte, însă de pe locul 2, devenită cea mai bună performanță din istoria clubului.
În vara anului 2018 Federația Română de Fotbal a mutat echipa din prima serie (regiunea Moldova) în zona a cincea (din regiunea Transilvania). Chiar dacă unii rivali au văzut aceasta ca pe un avantaj, Csíkszereda a avut de luptat, dar nu împotriva lui Minaur Baia Mare sau a lui 1. FC Gloria (succesoarea neoficială a Gloriei Bistrița), care erau considerate principalele rivale, ci împotriva lui Fotbal Comuna Recea, o surpriză totală a sezonului. În cele din urmă „roș-negrii” au promovat în Liga a II-a, pentru prima dată în istoria de 115 ani de fotbal din Miercurea Ciuc. În acest sezon, clubul a fost condus de pe bancă de Valentin Suciu, omul care promovase și cu Sepsi OSK Sfântu Gheorghe din Liga a IV-a până în Liga I. Suciu a condus echipa și la cel mai bun rezultat în Cupa României, unde a fost eliminată doar în sferturile de finală de prim-divizionara CS Universitatea Craiova, nu înainte de a elimina pe Dinamo București în optimile de finală.
Forma bună din Cupa României a adus în presă informația că, alături de alți câțiva sponsori, FK Csíkszereda primește finanțare de la Guvernul Ungariei, ceea ce a stârnit controverse în România. Cu toate acestea, suma de 3,2 milioane de euro – care se poate dubla dacă sunt îndeplinite clauzele de performanță – vine cu obligativitatea de a fi investită exclusiv în dezvoltarea infrastructurii cluburilor și în sectorul de tineret.
Echipa a jucat primul meci de Liga a II-a la Buzău, ca oaspete al Gloriei Buzău, care a învins-o cu 1–0. Pe 14 august 2019, în etapa a doua a campionatului, Csíkszereda a obținut prima victorie pe teren propriu, învingând cu 3-0 pe Metaloglobus București. Sezonul a fost întrerupt după 23 de runde din cauza epidemiei de coronavirus, astfel că echipa a terminat pe locul 17.
În sezonul 2020-2021, a obținut cel mai bun rezultat din istoria sa după ce a ajuns în play-off-ul ligii a doua și a terminat acolo pe locul 5, la un punct în spatele locului de promovare directă în Liga I.

## Stadion

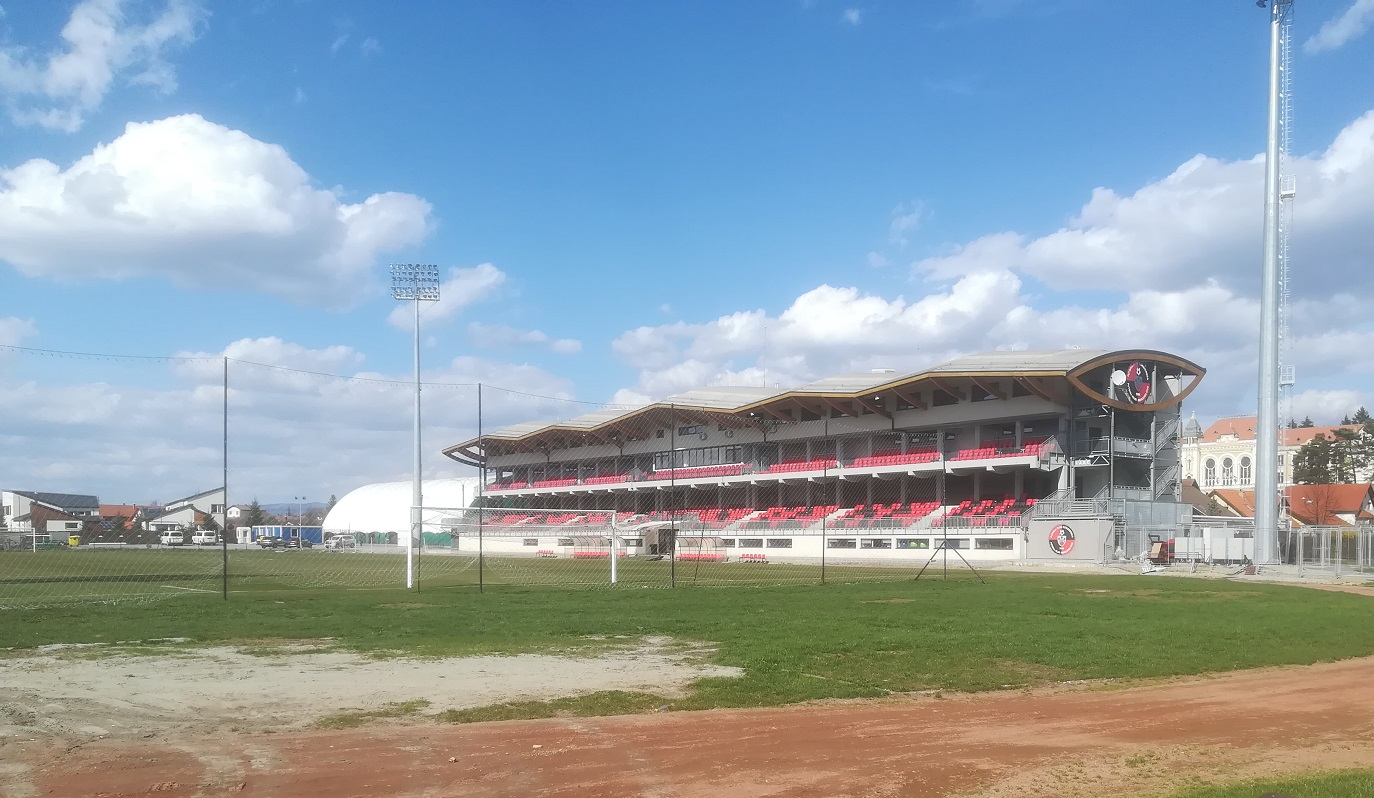
Stadionul Municipal din Miercurea Ciuc.

Clubul își joacă meciurile de acasă pe Stadionul Municipal din Miercurea Ciuc, care are o capacitate de 4.000 de locuri. Deschis în prima parte a secolului al XX-lea, stadionul a suferit lucrări importante de extindere și renovare între 2016 și 2017, care au fost sponsorizate de Guvernul Ungariei. Apoi a avut loc a doua extindere in anii 2021-22.

## Suporteri
FK Miercurea Ciuc are mulți suporteri în Miercurea Ciuc și mai ales în județul Harghita. Chiar dacă clubul nu are o grupare de ultrași, „Roșii și Negrii” sunt bine susținuți de comunitatea locală, ceea ce creează o atmosferă de entuziasm la meciurile de pe teren propriu. Suporterii FK Csíkszereda îi consideră aliați pe suporterii Sepsi OSK Sfântu Gheorghe (Székely Légió), suporterii ambelor echipe au avut ocazia să susțină pe ceilalți în timpul meciurilor importante. În timpul meciurilor, aceștia obișnuiesc să afișeze steaguri ale Ținutului Secuiesc și Ungariei.

### Rivalități
FK Miercurea Ciuc nu are multe rivalități importante, însă, una locală, de puțină intensitate, există împotriva AFC Odorheiu Secuiesc.

## Parcursul competițional
| Sezon   | Nivel | Divizie                    | Loc   | Note      | Cupa României |
| ------- | ----- | -------------------------- | ----- | --------- | ------------- |
| 2025-26 | 1     | SuperLiga României         | TBD   |           | TBD           |
| 2024–25 | 2     | Liga a II-a                | 3     | Promovată | Faza grupelor |
| 2023–24 | 2     | Liga a II-a                | 6     |           | Play-off      |
| 2022–23 | 2     | Liga a II-a                | 11    |           | Play-off      |
| 2021–22 | 2     | Liga a II-a                | 7     |           | Șaisprezecimi |
| 2020–21 | 2     | Liga a II-a                | 5     |           | Șaisprezecimi |
| 2019–20 | 2     | Liga a II-a                | 17    |           | Șaisprezecimi |
| 2018–19 | 3     | Liga a III-a (Seria a V-a) | 1 (C) | Promovată | Sferturi      |
| 2017–18 | 3     | Liga a III-a (Seria I)     | 2     |           | Turul trei    |
| 2016–17 | 3     | Liga a III-a (Seria I)     | 3     |           | Turul trei    |
| 2015–16 | 3     | Liga a III-a (Seria a V-a) | 5     |           | Turul doi     |
| 2014–15 | 3     | Liga a III-a (Seria I)     | 6     |           | Turul doi     |
| 2013–14 | 4     | Liga a IV-a (HR)           | 1 (C) | Promovată | Primul tur    |
| 2012–13 | 4     | Liga a IV-a (HR)           | 1 (C) |           | Turul doi     |

| Sezon     | Nivel | Divizie          | Loc   | Note         | Cupa României |
| --------- | ----- | ---------------- | ----- | ------------ | ------------- |
| 2011–12   | 4     | Liga a IV-a (HR) | 1 (C) |              |               |
| 2000–01   | 3     | Divizia C        | 16    | Retrogradată |               |
| 1999–2000 | 3     | Divizia C        | 15    |              |               |
| 1998–99   | 4     | Divizia D (HR)   | 1 (C) | Promovată    |               |
| 1997–98   | 3     | Divizia C        | 15    | Retrogradată |               |
| 1996–97   | 4     | Divizia D (HR)   | 1 (C) | Promovată    |               |
| 1995–96   | 4     | Divizia D (HR)   | 1 (C) |              |               |
| 1994–95   | 4     | Divizia D (HR)   | 2     |              |               |
| 1993–94   | 3     | Divizia C        | 17    | Retrogradată | Optimi        |
| 1992–93   | 4     | Divizia D (HR)   | 1 (C) | Promovată    |               |
| 1991–92   | 3     | Divizia C        | 5     | Retrogradată |               |
| 1990–91   | 3     | Divizia C        | 7     |              |               |
| 1989–90   | 3     | Divizia C        | 14    |              |               |

## Palmares
| Competiții naționale | Competiții internaționale |
| Liga a II-a * Locul 3 (1) : 2024-25 Liga a III-a Campioni (1) : 2018-19 Vicecampioni (1) : 2017-18 Liga a IV-a - județul Harghita Campioni (14) : 1969–70, 1970–71,1972–73, 1976–77, 1984–85, 1985–86, 1987–88, 1992–93, 1995–96, 1996–97, 1998–99, 2011-12, 2012-13, 2013-14 Vicecampioni (4) : 1968–69, 1983–84, 1994–95, 2010-11 Cupa României * Sferturi de finală : 2018-19 Cupa României - județul Harghita Câștigătoare (3) : 2011-12, 2012-13, 2013-14 Finalistă (1) : 2010-11 Nemzeti Bajnokság II/Liga II-a maghiară * Locul 5 (1) : 1944-45 Nemzeti Bajnokság III/Liga III-a maghiară * Locul 4 (1) : 1942-43 |                           |

## Lotul actual
La 29 aprilie 2025.
| Nr. |         | Poziție | Jucător            |
| --- | ------- | ------- | ------------------ |
|     | România | M       | Levente Bara⁠(d)    |
|     | România | M       | János Botorok⁠(d)   |
|     | Maroc   | A       | Soufiane Jebari    |
|     | Ungaria | M       | János Nagy⁠(d)      |
|     | Ungaria | A       | Benjamin Babati⁠(d) |
|     | România | M       | Lorant Kovacs      |
|     | Ungaria | A       | Gábor Makrai⁠(d)    |
|     | România | M       | Szilárd Veres      |

| Nr. |          | Poziție | Jucător               |
| --- | -------- | ------- | --------------------- |
|     | România  | F       | Raul Palmeș⁠(d)        |
|     | Ungaria  | F       | János Hegedűs⁠(d)      |
|     | Slovacia | M       | Peter Gál-Andrezly⁠(d) |
|     | Ungaria  | F       | Dávid Kelemen         |
|     | Ungaria  | A       | Alexander Torvund⁠(d)  |
|     | Brazilia | M       | Anderson Ceará⁠(d)     |
|     | Slovacia | M       | Jozef Dolný⁠(d)        |

## Oficialii clubului
| Rol                                  | Nume                                 |
| ------------------------------------ | ------------------------------------ |
| Proprietar                           | Municipiul Miercurea Ciuc            |
| Președinte                           | Zoltán Szondy                        |
| Membrii Consiliului de administrație | István Fodor Tibor Negoiță Előd Papp |
| Director Economic                    | Albin Bíró                           |
| Manager General                      | Eugen Pîrvulescu                     |
| Director tehnic                      | Csaba László                         |
| Director sportiv                     | Szilárd Cseke                        |
| Director Centru de Tineret           | Zoltán Dusinszki                     |
| Delegat                              | Claudiu Cazan                        |
| Ofițer de presă                      | Zoltán Szép                          |

| Rol                 | Nume                      |
| ------------------- | ------------------------- |
| Antrenor principal  | Róbert Ilyés              |
| Antrenor asistent   | László Albu Barna Bajkó   |
| Video Analist       | Áron Keszler              |
| Antrenor de portari | Barna Nagy                |
| Antrenor de fitness | Áron Vellai               |
| Doctor de club      | Nóra Sütő                 |
| Fizioterapeut       | Angyal Gaál               |
| Maseuri             | Botond Bálint László Mikó |
| Magazioner          | Gergely Bölöny            |

## Foști jucători de seamă
Fotbaliștii înscriși mai jos au avut selecții internaționale pentru țările lor la nivel de juniori și/sau seniori și/sau selecții semnificative pentru FK Csíkszereda Miercurea Ciuc.
România
- Marius Corbu
- Róbert Ilyés
- Petre Ivanovici
- Raul Palmeș
- Paul Pîrvulescu
- Marvin Schieb
- Rareș Takács

Argentina
- Juan Bauza

Ungaria
- Dávid Bor
- Norbert Pintér

Spania
- Eder González

## Foști manageri de seamă
- László Balint
- Francisc Dican
- Valentin Suciu